# Жальгирис (хоккейный клуб)
«Жальгирис» — литовский хоккейный клуб из Электреная. Основан в 2011 году под названием «Балтика» (Вильнюс). Выступал в Первенстве Молодёжной хоккейной лиги.

## История
Клуб создан в 2011 году. В сезоне 2011-12 года команда заявлена во второй дивизион МХЛ. 15 сентября 2011 года ХК «Балтика» был принят в состав участников Первенства МХЛ. Бюджет клуба составляет 800 тысяч евро. Дебют литовцев в МХЛ состоялся 22 сентября 2011 года в Вильнюсе на арене «Vilnius Pramogų» матчем с командой «Зеленоград»

.
По итогам регулярного чемпионата команда заняла в дивизионе «Запад» второе место, а среди всех команд пятое.
В первом раунде плей-офф в соперники команде из Литвы достался латвийский «Юниорс». Со счётом в серии 1:3 ХК «Балтика» прекратил своё выступление в плей-офф
.
По окончании первого сезона МХЛ-Б «Балтика» заняла 9 место в лиге
.
С октября 2012 года клуб принимает домашние матчи в Электренае.
27 января 2014 года была исключена из состава первенства МХЛ. Со слов главы Федерации хоккея Республики Беларусь Евгения Ворсина «Балтика» заявилась во вторую лигу чемпионата Белоруссии.
В сезоне 2014/15 «Жальгирис» вернулся в Первенство МХЛ и занял пятое место в Западной конференции. В плей-офф команда уступила в трёх матчах московскому Зеленограду. О дальнейшем существовании клуба неизвестно.

## Известные игроки
|         | Ф. И. О           | В клубе   |
| ------- | ----------------- | --------- |
| Литва   | Арнолдас Босас    | 2011      |
| Литва   | Артурас Кузьмичюс | 2011—2012 |
| Литва   | Аймас Фищев       | 2011—2014 |
| Эстония | Рихо Эмбрих       | 2012      |

## Известные тренеры
|        | Ф. И. О          | В клубе   |
| ------ | ---------------- | --------- |
| Литва  | Дмитрий Медведев | 2011—2013 |
| Латвия | Айгарс Ципрусс   | 2013—2014 |

## Статистика выступлений
| Первенство Молодёжной хоккейной лиги |                      |                      |                      |                      |                      |                      |                      |                      |                      |                      |                      |                      |                      |                      |                      |                      |                      |                      |                      |                                             |
| Регулярный чемпионат                 | Регулярный чемпионат | Регулярный чемпионат | Регулярный чемпионат | Регулярный чемпионат | Регулярный чемпионат | Регулярный чемпионат | Регулярный чемпионат | Регулярный чемпионат | Регулярный чемпионат | Регулярный чемпионат | Плей-офф             | Плей-офф             | Плей-офф             | Плей-офф             | Плей-офф             | Плей-офф             | Плей-офф             | Плей-офф             | Плей-офф             | Плей-офф                                    |
| Сезон                                | И                    | В                    | ВО                   | ВБ                   | П                    | ПО                   | ПБ                   | ГЗ                   | ГП                   | О                    | И                    | В                    | ВО                   | ВБ                   | П                    | ПО                   | ПБ                   | ГЗ                   | ГП                   | Итог                                        |
| 2011/12                              | 36                   | 21                   | 1                    | 1                    | 11                   | 2                    | 0                    | 145                  | 111                  | 69                   | 4                    | 1                    | 0                    | 0                    | 3                    | 0                    | 0                    | 10                   | 12                   | Поражение в 1/4 финале Западной конференции |
| 2012/13                              | 40                   | 14                   | 0                    | 2                    | 20                   | 1                    | 3                    | 120                  | 132                  | 50                   | В плей-офф не попали | В плей-офф не попали | В плей-офф не попали | В плей-офф не попали | В плей-офф не попали | В плей-офф не попали | В плей-офф не попали | В плей-офф не попали | В плей-офф не попали | В плей-офф не попали                        |
| 2014/15                              | 64                   | 37                   | 2                    | 1                    | 0                    | 4                    | 20                   | 227                  | 181                  | 121                  | 3                    | 0                    | 0                    | 0                    | 3                    | 0                    | 0                    | 3                    | 10                   | Поражение в 1/4 финале Западной конференции |

## Участники Кубка Поколения
Таблица участников.
| Игрок         | Год  |
| ------------- | ---- |
| Максим Волков | 2012 |
| Леонид Козлов | 2012 |
| Вадим Хволес  | 2012 |
| Роберт Микес  | 2012 |
| Вадим Мищук   | 2015 |
| Павел Широков | 2015 |

| Тренер         | Год  |
| -------------- | ---- |
| Айгарс Ципрусс | 2015 |

## Стадион
В сезоне 2011—12 года команда проводила домашние игры в Вильнюсе на Утянос Прамогу Арена:
- Вместимость — 2500 мест
- Адрес — ул. Ажуолино 9, Вильнюс, Литва

По словам игрока клуба Ильи Машенцова:
Посещаемость матчей у нас самая высокая по сравнению с другими клубами МХЛ!
 Полторы тысячи стабильно присутствуют на матчах!. 
С октября 2012 года домашние игры проводит в Электренайском ледовом дворце:
- Вместимость — 2000 сидячих и 1000 стоячих мест
- Адрес — ул. Драугистес 24, Электренай, Литва